# Partido Alemán de los Cárpatos
El Partido Alemán de los Cárpatos (en alemán: Karpatendeutsche Partei, abreviado KdP) era un partido político en Checoslovaquia, activo entre la minoría alemana de los Cárpatos de Eslovaquia y la Rutenia subcarpática. Comenzó como un partido centrista burgués, pero después de asociarse con el Partido Alemán de los Sudetes en 1933 se desarrolló con una orientación nacionalsocialista.

## Karpathendeutsche Volksgemeinschaft
El KdP fue creado en 1927 como el Karpathendeutsche Volksgemeinschaft (KDV, Comunidad Étnica Alemana de los Cárpatos), fundada por hombres como Roland Steinacker (profesor de Teología de Bratislava), el industrial alemán de los Sudetes Karl Manouschek, Samuel Früwirt, Carl Eugen Schmidt (pastor protestante) y el ingeniero Franz Karmasin. El KDV tenía su sede principalmente en Bratislava y sus alrededores, y reunía a miembros de la burguesía alemana y simpatizantes de varios partidos políticos (como la Liga de Agricultores, el Partido Nacional Alemán y el Partido Progresista Demócrata Alemán). También organizó a los alemanes de los Sudetes que vivían en Eslovaquia.

## Fundación del partido
El KdP se constituyó como partido político en julio de 1928 en Nálepkovo/Wagendrüssel, con la mirada puesta en las próximas elecciones parlamentarias. El KdP estuvo presidido por Roland Steinacker hasta 1933.
El partido tenía una perspectiva cristiana y antimarxista, y se posicionó como un partido leal al estado checoslovaco. Una preocupación clave de los fundadores del KdP era alejar a los alemanes de Eslovaquia de los partidos dominados por los magiares. El nuevo partido esperaba romper la hegemonía política del Partido Alemán Zipser. En términos de identidad, el KdP propuso la noción de una identidad alemana de los Cárpatos en oposición a la identidad alemana Zipser tradicionalmente vinculada a la monarquía húngara.

## Elecciones de 1929
El KdP impugnó las elecciones parlamentarias de 1929 como integrante de la Coalición Electoral Alemana, en alianza con la Liga de Agricultores (BdL) y la Comunidad Laboral y Económica Alemana (DAWG). Si bien la alianza obtuvo 16 escaños en la Cámara de Diputados y nueve escaños en el Senado, no resultó elegido ningún candidato del KdP. La alianza obtuvo 16.922 votos en las áreas de los Cárpatos alemanes (Eslovaquia y Rutenia subcarpática).

## 1933 - 1934
Desider Alexy se convirtió en el presidente del KdP en 1933. Con la toma del poder por los nacionalsocialistas en Alemania, el KdP se acercó gradualmente al Heimatsfront Alemán de los Sudetes (que más tarde se convirtió en el Partido Alemán de los Sudetes). El partido fundó el semanario Deutsche Stimmen (Voces alemanas) como su órgano en 1934.

## Elecciones de 1935
En las elecciones parlamentarias de 1935, el KdP se alió con el Partido Alemán de los Sudetes. El acuerdo entre los dos partidos se alcanzó el 28 de marzo de 1935. Fue elegido un candidato del KdP, Siegmund Keil, que compitió por un escaño en el Senado por el distrito electoral 11 de Nové Zámky. Además, Karmasin fue elegido miembro de la Cámara de Diputados como candidato del SdP del 10.º distrito electoral de Jihlava. En la Asamblea Nacional de Checoslovaquia, el SdP y el KdP formaron facciones conjuntas en la Cámara de Diputados y el Senado. En total, el KdP había obtenido alrededor de 30.000 votos (en comparación con un número total de alrededor de 150.000 alemanes de los Cárpatos). Efectivamente, el KdP no se convirtió en una fuerza tan dominante en la comunidad alemana de los Cárpatos como lo había hecho el SdP en los Sudetes.

## Unión con el SdP
En noviembre de 1935, el KdP entró en una unión orgánica con el SdP, de acuerdo con el Führerprinzip. El SdP se convirtió en el "Partido de los Sudetes y Cárpatos Alemanes" (en alemán: Sudetendeutsche und Karpatendeutsche Partei). La organización del KdP fue remodelada después de la del SdP. Karmasin fue nombrado por el líder del SdP, Konrad Henlein, como su adjunto para la región de los Cárpatos. El símbolo del KdP se inspiró en el del SdP, un escudo rojo alargado que llevaba las letras "KdP".
A medida que se consolidaba la alianza con el Partido Alemán de los Sudetes, el KdP comenzó a expandir su alcance entre una generación más joven de alemanes en Eslovaquia. Muchos de los nuevos adherentes del KdP habían regresado de escuelas técnicas de lengua alemana en Bohemia, Moravia y Silesia o de la Universidad Alemana de Praga. El KdP pudo forjar una presencia relativamente fuerte en el centro de Eslovaquia y también logró ganar un papel entre la generación más joven de zipser. Sin embargo, la generación anterior de simpatizantes alemanes zipser y comunistas se mantuvo escéptica respecto a Karmasin y su partido.

## Alianza con los partidos magiares
Henlein visitó Bratislava el 27 de abril de 1936. Durante su visita, hizo un llamamiento a los líderes de los partidos magiares para que formaran una alianza. Tal alianza, que se hizo realidad en las elecciones locales de 1937, significó que el Partido Magiar Unido rompió sus vínculos con el Partido Alemán Zipser. El Partido Alemán Zipser fue derrotado en las elecciones de 1937.

## Prohibición
El KdP y el SdP fueron prohibidos por el gobierno checoslovaco en medio de la Crisis de los Sudetes en septiembre de 1938. El 8 de octubre de 1938 se creó el Partido Alemán como organización sucesora del KdP. Karmasin se convertiría más tarde en el Secretario de Estado eslovaco para Asuntos Alemanes y luego en Sturmbannführer de las Waffen-SS.